# Mitropapokal 1986/87
Der Mitropapokal 1986/87 war die 46. Auflage des Fußballwettbewerbs. Ascoli Calcio gewann das Finale gegen Bohemians Prag.

## Halbfinale
Die Spiele fanden am 14. November 1986 in Ascoli Piceno und Porto Sant’Elpidio statt.
|                | Ergebnis |                  |
| -------------- | -------- | ---------------- |
| Ascoli Calcio  | 2:1      | Spartak Subotica |
| Bohemians Prag | 3:1      | Vasas SC         |

## Spiel um Platz 3
Das Spiel fand am 16. November 1986 in Porto Sant’Elpidio statt.
|          | Ergebnis |                  |
| -------- | -------- | ---------------- |
| Vasas SC | 2:0      | Spartak Subotica |

## Finale
Das Spiel fand am 16. November 1986 in Ascoli Piceno statt.
|               | Ergebnis |                |
| ------------- | -------- | -------------- |
| Ascoli Calcio | 1:0      | Bohemians Prag |